# Кажар
Кажар (фр. Cajarc) насеље је и општина у јужној Француској у региону Миди Пирене, у департману Лот која припада префектури Фижак.
По подацима из 2011. године у општини је живело 1130 становника, а густина насељености је износила 45,02 становника/km². Општина се простире на површини од 25,10 km². Налази се на средњој надморској висини од 160 метара (максималној 394 m, а минималној 140 m).

## Демографија
| 1962. | 1968. | 1975. | 1982. | 1990. | 1999. | 2011. |
| ----- | ----- | ----- | ----- | ----- | ----- | ----- |
| 1.020 | 1.044 | 1.028 | 1.059 | 1.033 | 1.114 | 1.130 |